# سوزانه ماير (صحفية)
سوزانه ماير (بالألمانية: Susanne Mayer)‏ (و. 1952  م) هي صحفية، وكاتِبة ألمانية.

## جوائز
حصلت على جوائز منها:

جائزة ثيودور وولف ‏

## وصلات خارجية
- سوزان ماير على موقع IMDb (الإنجليزية)

- سوزانه ماير في قاعدة بيانات الأفلام على الإنترنت